# Нагорный, Климентий Григорьевич
Климе́нтий Григо́рьевич Наго́рный (25 января (6 февраля) 1887 — 6 июля 1918) — матрос, затем квартирмейстер, Гвардейского экипажа Русского императорского флота (проходил службу на Императорских яхтах  «Полярная звезда» и «Штандарт»); с 1913 года — слуга Цесаревича Алексея. После Февральской революции и отречения Николая 2-го от престола добровольно последовал за царской семьёй в ссылку, был арестован и вскоре убит большевиками незадолго до расправы над царской семьёй.

## Биография
Из крестьян. Православного вероисповедания. Родился в селе Пустоваровка Антоновской волости Сквирского уезда Киевской губернии Российской империи (ныне — Белоцерковского района Киевской области Украины) в украинской семье сельских обывателей. Был грамотным (имел начальное образование). Женат не был.

### Служба нафлоте
По достижении призывного возраста, в октябре 1908 года Климентий Нагорный был принят Сквирским уездным по воинской повинности Присутствием на действительную военную службу и отправлен на Балтийский флот Российской империи (срок его службы на флоте исчислялся с 1 января 1909 года).
По окончании службы в Кронштадтской учебной команде, в апреле 1909 года Нагорному было присвоено звание матроса 2-й статьи. Был определен в Гвардейский экипаж. В мае 1910 года ему было присвоено очередное звание — матрос 1-й статьи.
Был в плаваниях на Императорских яхтах «Полярная Звезда» и «Штандарт». Отличался высоким ростом, большой физической силой, весёлым нравом, исполнительностью.

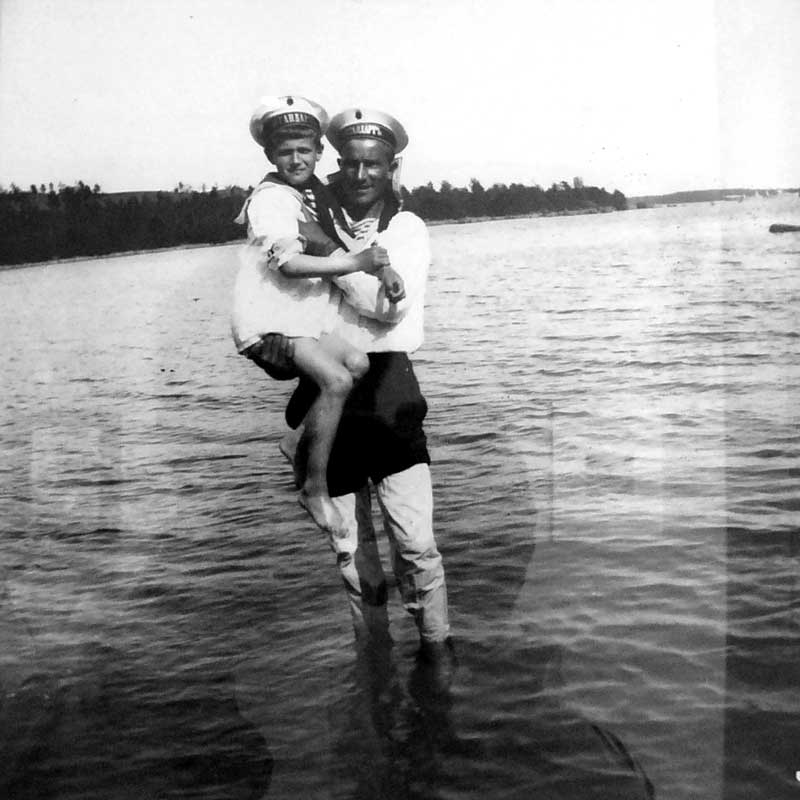
К. Г. Нагорный и Алексей Николаевич. Финские шхеры, остров Туухолми.
1914 год или позже

С мая 1909 года матрос Нагорный, в составе экипажа «Штандарта», сопровождал Царскую Семью во всех Её официальных визитах и на отдыхе. Исполнял обязанности каютного (каютного матроса) при Наследнике Цесаревиче Алексее Николаевиче. Малолетний Наследник Цесаревич сильно привязался к своему старшему товарищу, который стал для него одним из самых близких людей.
К 31 декабря 1913 года срок службы Нагорного на Флоте подходил к концу, вследствие чего в июле 1913 года им было получено предложение от Императрицы продолжить службу, но уже в качестве лакея Царской Семьи. Получив его личное согласие, Государыня отдала соответствующие распоряжение, и с 17 июля 1913 года матрос 1-й статьи Нагорный был нанят на службу «лакеем сверх штата к комнатам Их Высочеств Августейших детей Их Императорских Величеств».
В январе 1914 года Климентий Нагорный выразил желание остаться на сверхсрочной службе в Гвардейском экипаже, однако, по действующему положению, матросы и рядовые не специалисты не могли быть оставлены на сверхсрочной службе. «С Высочайшего Его Императорского Величества повеления» в феврале 1914 года матрос 1-й статьи Нагорный, срока службы 1909 года, был оставлен на сверхсрочной службе в Гвардейском экипаже с производством в квартирмейстеры, продолжая служить при Царской Семье.
В годы Первой мировой войны Климентий Нагорный продолжал состоять в прежней своей должности, а в 1916 году в награду за отлично-усердную службу ему Всемилостивейше была пожалована нагрудная серебряная медаль с надписью «За усердие» на Станиславской ленте.
1 июля 1917 года квартирмейстер Нагорный был уволен от службы в Гвардейском экипаже.

### Служба приВысочайшем Дворе

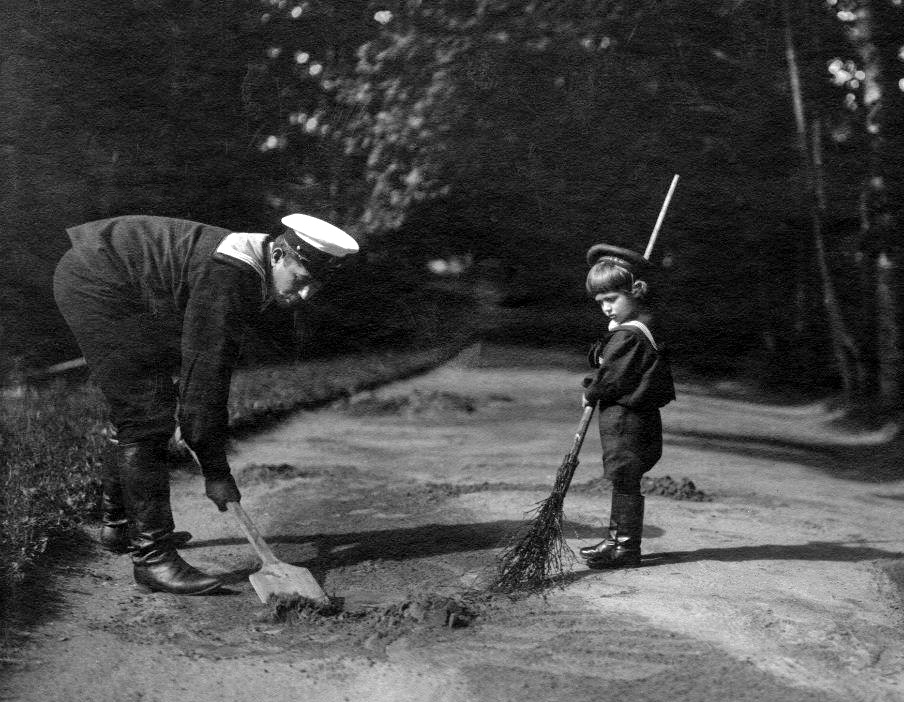
Климентий Нагорный и Цесаревич Алексей в Царском Селе

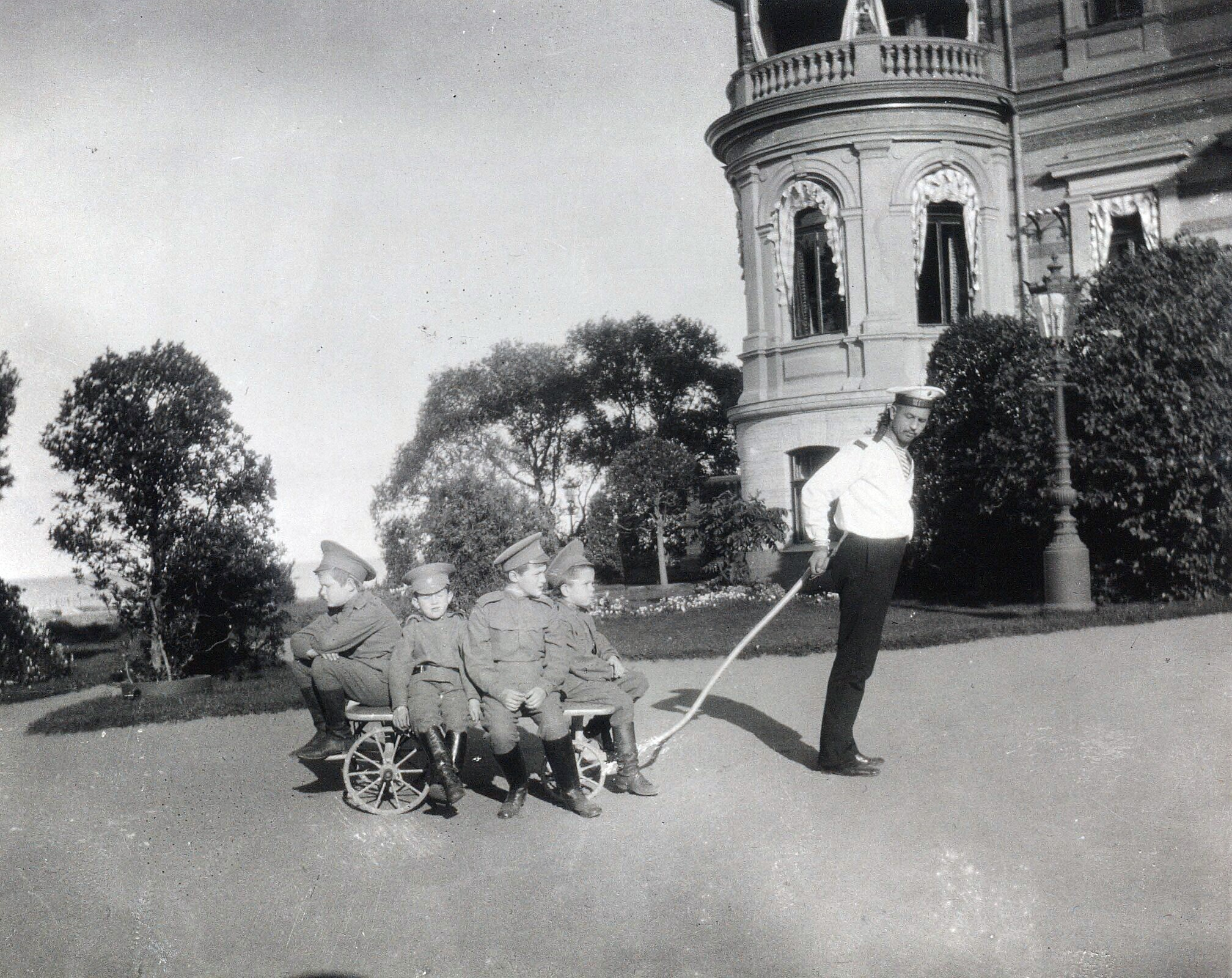
Климентий Нагорный развлекает Цесаревича Алексея и его друзей

Официальное назначение Клементия Нагорного на должность лакея 2-го разряда при комнатах Августейших Детей состоялось 28 сентября 1913 года. Свои обязанности в новой должности матрос 1-й статьи Нагорный стал исполнять с 11 октября 1913 года «...с сохранением обмундирования матроса» (т. е. — одетым в форму матроса Гвардейского экипажа).
С 22 ноября 1913 года лакей Нагорный был переведен на должность помощника «дядьки» Цесаревича Алексея «...без наименования лакеем». «Дядькой» (слугой) Цесаревича Алексея был боцман Деревенько.
В обязанности «дядьки» и его помощника входило сопровождать Цесаревича во время выходов, охранять, что было жизненно важно во времена, когда революционеры вели охоту на представителей царствующей династии, носить наследника на руках во время приступов его болезни, развлекать его. Вот как описал появление К. Г. Нагорного в императорском окружении лейб-лекарь Е. С. Боткин в письме к начальнику Канцелярии Александры Фёдоровны графу Я. Н. Ростовцеву: «О назначении только что принятого на службу к Высочайшему Двору матроса Нагорного — помощником боцмана Деревеньки. Из сказанного мне Ея Величеством я понял, что фактически боцман Деревенько будет по-прежнему называться „дядькой“ Его Высочества Наследника Цесаревича. Но юридически он должен занимать место камердинера, а его помощник, Нагорный, гардеробщика».
Помощник «дядьки» Цесаревича получал достойное жалованье. На февраль 1914 года оно составляло 700 рублей в год и складывалось: из жалованья Гвардейского экипажа — 258 рублей 90 копеек, из оклада лакея 2-го разряда (за вычетом жалования Гвардейского экипажа) — 201 рубль 10 копеек, из сумм, выделяемых на Наследника Цесаревича, — 240 рублей в год (квартирные). Кроме того, существовали различные единовременные выплаты.
В годы Первой мировой войны Государь вместе с Наследником Цесаревичем часто выезжал в Ставку Верховного Главнокомандующего, где на Нагорного впервые обратил своё внимание состоявший при ней же Британский Военный Атташе в Петрограде генерал сэр Джон Хенбери-Вильямс, который в своей книге «Император Николай II, каким я его знал» отмечал:

«Дядька» Цесаревича, здоровенный матрос Нагорный, которого мальчик обожал, всегда был рядом — огромный, весёлый, обожающий слуга своего маленького господина. Этот человек многим знаком по фотографиям, запечатлевшим его с Цесаревичем. Сообщали, что Нагорный был убит вместе с другими в июле 1918 года. Можно не сомневаться, он до конца оставался преданным своему долгу.
После того как после Февральской революции «дядька» Деревенько ушёл из Царского Села вместе с остальными матросами Гвардейского экипажа, «дядькой» Цесаревича стал К. Г. Нагорный.

### В ссылке с Царской Семьёй. Арест и гибель
Когда царская семья в августе 1917 года высылалась в Тобольск, возможность покинуть службу была у всех императорских слуг, однако К. Г. Нагорный (уволенный в бессрочный отпуск) предпочёл остаться с семьей отрёкшегося монарха и добровольно отправился вместе с ними в ссылку.
В апреле 1918 года в Тобольск прибыл большевистский вооружённый отряд, под командованием матроса Балтийского флота — П. Д. Хохрякова. Узнав, что в числе слуг царской семьи есть и матросы-балтийцы, Хохряков пригрозил, что сведёт счёты с «предателями революции», «позорящими революционный флот», если они не оставят своей службы при царской семье:450.
Когда царскую семью частями (ввиду болезни Цесаревича Алексея) отправляли из Тобольска в Екатеринбург, К. Г. Нагорный был отправлен во второй группе вместе с Цесаревичем и тремя Великими Княжнами, прибыв в Екатеринбург 10 (23) мая 1918 года. С него, как и со всех слуг, допущенных в дом Ипатьева, были взяты расписки. Расписка, данная К. Г. Нагорным, сохранилась: 

Я, нижеподписавшийся, гражданин Нагорный Климентий Григорьев, Киевской губернии, Свирского уезда, Антоновской волости, село Пустоваровка, даю настоящую расписку, что, желая продолжать служить при бывшем царе Николае Романове, обещаюсь подчиняться и выполнять распоряжения Уральского областного совета, исходящие от коменданта дома особого назначения, и считать себя на равном состоянии, как и остальная семья Романовых.
К. Нагорный. 24 мая
Историк В. М. Хрусталёв писал, что подписывая эту расписку, царские слуги подписывали собственный смертный приговор:443
По воспоминаниям очевидцев, К. Г. Нагорный не мог молча сносить издевательства тюремщиков над Цесаревичем Алексеем. Ещё на пути из Тобольска в Екатеринбург на борту парохода «Русь» К. Г. Нагорный защитил Цесаревича от произвола комиссара Родионова, который запер его и наследника изнутри в каюте на ключ, чем вызвал гнев и угрозы большевиков. А. А. Теглева, няня царских детей, вспоминала: «Нагорный держал себя смело и свою будущую судьбу себе предсказал сам. Когда мы приехали в Екатеринбург, он мне говорил: Меня они, наверное, убьют. Вы посмотрите, рожи-то, рожи у них какие! У одного Родионова чего стоит! Ну, пусть убивают, а все-таки я им хоть одному-двоим, а наколочу морды сам!»
Оказавшись в доме Ипатьева, К. Г. Нагорный и лакей Великих Княжон И. Д. Седнёв поднимали голос в защиту притесняемых охраной узников, принялись смывать со стен стихи и рисунки неприличного и оскорбительного для царской семьи содержания, которые оставляли красноармейцы-охранники. Но окончательно решило их судьбу то, что они позволили себе открыто возмущаться тем, что охрана ворует вещи, принадлежащие царской семье. Пьер Жильяр вспоминал впоследствии: «…эти два милых малых не могли скрыть своего возмущения, когда увидели, как большевики забирают себе золотую цепочку, на которой висели у кровати больного Алексея Николаевича его образки».
15 (28) мая 1918 года матросы Нагорный и Седнёв были взяты из Ипатьевского дома и доставлены в Екатеринбургскую тюрьму. Арестованных слуг лишили вещей и денег и поместили в общей камере тюрьмы, где содержались арестованные чрезвычайной следственной комиссией. Их сокамерником был князь Львов, который впоследствии дал показания следствию об убийстве царской семьи о рассказах арестованных матросов об условиях содержания царской семьи в доме Ипатьева.  Жильяр так описал момент, когда он в последний раз видел цесаревича и Нагорного:

Матрос Нагорный прошёл мимо моего окна, неся маленького больного на руках; за ним шли Великие Княжны, нагруженные чемоданами и мелкими вещами. Я захотел выйти, но часовой грубо оттолкнул меня в вагон.

Я вернулся к окну. Татьяна Николаевна шла последней, неся свою собачку, и с большим трудом тащила тяжелый коричневый чемодан. Шел дождь, и я видел, как она при каждом шаге вязла в грязи. Нагорный хотел прийти ей на помощь — его с силой оттолкнул один из комиссаров…
По одним сведениям в начале июня, по другим — в начале июля 1918 года они в группе других заключённых были выведены из тюрьмы, отведены за город в безлюдное место и тайно, в спину, убиты «за предательство дела революции» — как было указано в постановлении об их казни. Историк Хрусталёв писал, что комиссар Хохряков таким образом исполнил свою угрозу:451. Идя к месту казни, Нагорный держался мужественно и ободрял других смертников. Убийцы оставили их трупы на месте убийства не захороненными. Советская «Народная газета» города Шадринска напечатала об этом 31 июля 1918 года такое извещение: «Екатеринбург, 7 июля. По предложению областного Совета Уральской областной чрезвычайной комиссии по борьбе с контрреволюцией расстреляны следующие заложники: …Седнёв, … Нагорный, …».
Когда Екатеринбург был занят «белыми», трупы Климентия Нагорного и Ивана Седнёва, полуразложившиеся и исклёванные птицами, были найдены и торжественно захоронены у церкви Всех Скорбящих. Очевидцам похорон запомнилось, что могилы бывших матросов Гвардейского экипажа были усыпаны множеством белых цветов. Могилы были уничтожены, когда при советской власти на месте кладбища был создан городской парк.

## Награды
Российской империи:
- медаль с надписью «За усердие»:
  - серебряная нагрудная на Станиславской ленте (23.08.1916)
- памятные светло-бронзовые нагрудные медали:
  - «В память 100-летия Отечественной войны» (26.08.1912)
  - «В память 300-летия Дома Романовых» (21.02.1913)
  - «В память 200-летия Гангутской победы» (27.06.1914)
- памятный нагрудный знак:
  - Кульмский знак «В память 200-летия Гвардейского экипажа» (08.05.1910)

Иностранные:

медали:
- Германская серебряная нагрудная «За военные заслуги» (27.02.1910)
- Бухарская большая серебряная нагрудная (07.12.1911)
- Гессенская серебряная нагрудная (12.05.1912)

## Канонизация и реабилитация
Был причислен к лику святых в числе слуг царской семьи, убитых советской властью, 14 ноября 1981 года на Архиерейском соборе Русской Православной церкви заграницей.
16 октября 2009 года Генеральная прокуратура Российской Федерации приняла решение о реабилитации 52 приближённых царской семьи, подвергшихся репрессиям, в том числе К. Г. Нагорного.

## В русской культуре
Поэт С. С. Бехтеев посвятил Климентию Нагорному стихотворение «В годины ярости кровавой…».

## Киновоплощение
- 1971 — «Николай и Александра». В роли Климентия Нагорного  Джон Хэллам[англ.]